# Émile Pessonneaux
Pour les articles homonymes, voir Pessonneaux.
Émile Pessonneaux, né le 31 août 1821 à Paris, mort le 9 mars 1903 à Clamart, est un enseignant latiniste et helléniste français.

## Biographie
Émile Pessonneaux est né à Paris (Seine) en 1821. Élève du lycée Henri-IV, il entre à l’École normale en 1840, est reçu à l'agrégation de grammaire en 1843. Il enseigne ensuite dans les collèges de Toulouse, Angers et Orléans, avant Paris, où, en 1846, il est professeur au lycée Saint-Louis. Il finit sa carrière au lycée Henri-IV, où il est chargé de la troisième de 1849 à 1880, année où il prend sa retraite.
Deux fois lauréat de l’Académie française, Émile Pessonneaux écrit de bonnes traductions d'auteurs grecs (Homère, Sophocle, Euripide, Xénophon) et latins (Virgile, Cicéron, Suétone, Salluste).
Il fait aussi paraître un grand nombre de livres classiques, dont les plus importants sont en latin un Gradus ad Parnassum et surtout, en grec, un Dictionnaire grec-français qui marque un réel progrès sur ceux d'Alexandre et de Chassang.
Il a un fils qui marche sur ses traces : Raoul Pessonneaux, qui entre à l'École normale en 1872, devient agrégé de grammaire en 1875 puis maître de conférences de grammaire française à l'École normale supérieure de Fontenay-Saint-Cloud.
Émile Pessonneaux meurt à Clamart (Seine) en 1903. Il est le grand-oncle de Paul Léautaud.